# Joana Raspall i Juanola
Joana Raspall i Juanola (Barcelona, 1 de juliol de 1913 – Sant Feliu de Llobregat, 4 de desembre de 2013) fou una escriptora, lexicòloga i bibliotecària catalana. Tot i que és coneguda per l'obra poètica infantil, escrigué també per a adults i dins la seva obra hi ha teatre, contes i novel·les. Rebé la Medalla d'or de la Ciutat de Sant Feliu de Llobregat el 1993, la Creu de Sant Jordi el 2006 i la Medalla al treball President Macià el 2010. El 2013, Sant Feliu de Llobregat i la Generalitat de Catalunya van declarar l'Any de Joana Raspall i van celebrar el seu centenari en vida.

## Biografia
Joana Raspall nasqué a Barcelona al barri de la Barceloneta, malgrat que la família vivia al Masnou. Son pare, Bonaventura Raspall i Pahissa, era un petit exportador agrícola de Sant Feliu de Llobregat; sa mare, Joana Juanola i Devavry, nascuda a Épernay (França) s'encarregava de portar la comptabilitat del negoci familiar. Ben aviat, amb tres anys, s'instal·laren a Sant Feliu de Llobregat. Estudià pocs anys a l'escola municipal de Sant Feliu, ja que als onze se n'anà a estudiar a Perpinyà. Només hi estigué un any i mig fins que la mort de son pare li provocà el retorn a Sant Feliu de Llobregat.
En plena dictadura de Primo de Rivera, amb catorze anys, va iniciar el seu activisme cultural, sempre en català. Participava en les revistes locals periòdicament des de la dècada de 1920 i anava escrivint poemes, prosa i teatre, que guardava en un calaix. Aquest material no el publicà fins bastants anys més tard.
També col·laborava amb revistes locals com El Eco de Llobregat, Camí i Claror, i participava en el grup de teatre i declamació Miguel Rojas. En la dècada de 1930 encapçalà una campanya per demanar una biblioteca infantil a Sant Feliu, segons una nota que es conserva al Fons Municipal de l'Ajuntament de Sant Feliu de Llobregat de l'Arxiu Comarcal del Baix Llobregat.
Entre 1935 i 1938 estudià a l'Escola de Bibliotecàries de Barcelona, on obtingué el títol de bibliotecària. Des d'aleshores i fins a la fi de la Guerra Civil espanyola va treballar de bibliotecària a Vilafranca del Penedès, on va contribuir a salvar de la destrucció molts exemplars de llibres catalans amb Roser Lleó. A l'escola coincidí amb la també bibliotecària Maria Magdalena Bonamich Font.
Durant la dictadura de Franco, en els anys en què ensenyar el català era prohibit, ella ho feia clandestinament fent classes al seu domicili particular. Continuà escrivint i publicant on podia, animant tothom a estimar i utilitzar la llengua catalana, cosa que continuà fent anys més tard amb l'assessorament d'Òmnium Cultural.
L'any 1942 es casà amb Antoni Cauhé, metge i cap de Sanitat de Sant Feliu de Llobregat, amb qui tingué quatre fills.
El 1963 guanyà el Premi Joan Santamaria, de teatre per a adults, amb L'ermita de Sant Miquel, una obra escrita totalment en vers, que constitueix el seu primer llibre publicat.
Durant la dècada de 1970 fou coneguda en el teatre independent per les obres de teatre infantil: El pou, obra que obtenir el Premi Cavall Fort de 1969, la seguirien dues obres més fent-ne una trilogia, L'invent i Konsum.
Anava fent fitxes de sinònims, que anava guardant en capses de sabates i que serien l'origen dels seus treballs com a lexicògrafa. Aquesta tasca de dedicació al lèxic culminà amb la publicació de tres diccionaris, obres en les quals resta ben reflectit el seu domini de la llengua. Pel diccionari de frases fetes rebé el Premi Marià Aguiló de l'Institut d'Estudis Catalans, el 1984.
A partir de la dècada de 1920 començà a publicar poesia i narrativa infantil i juvenil i fins al la dècada de 1990 no tornà a publicar res per al públic adult. Col·laborà habitualment en revistes locals i fou promotora del Premi Martí Dot de poesia per a joves de Sant Feliu de Llobregat i de la tertúlia literària del mateix nom.
Com a escriptora, fou una pionera a Catalunya de la poesia per a infants i joves. Conreà aquest gènere amb la voluntat d'apropar la mainada i el jovent a la poesia i fer que l'estimessin. Defensà la poesia com a vehicle eficaç en l'educació dels sentiments, tot avançant-se així a les noves tendències de l'educació emocional. Afirmava que escrivia poesia «pel sol desig d'acostar, fer entendre a fons i fer estimar les petites coses que ens envolten i trobar un sentit a les coses que sempre hem mirat només de lluny». La seva poesia infantil es caracteritza per una gran capacitat d'observació, un equilibri exquisit i transparent, alhora en l'ús del llenguatge i en una delicada sensibilitat que encomana al lector. Visità moltes escoles i moltes altres la visitaren i li feren arribar treballs inspirats en la seva obra.
El seu primer llibre de poesia infantil, Petits poemes per a nois i noies (1981), rebé el Premi Crítica Serra d'Or, menció especial de poesia del mateix any, i aparegué quan ella ja tenia seixanta-vuit anys. Deu anys després, les seves publicacions poètiques s'intensifiquen, també escrigué contes i el volum de poesia per a joves: Llum i gira-sols (1994). Més de cent poemes seus han estat musicats.
La poesia per a adults és la que sentia com a més íntima, més seva. L'obra que ella considerà el resum de la seva vida poètica fou Jardí vivent (2010). També publicà una novel·la, Diamants i culs de got (2006), basada en vivències del temps de la guerra. El cau de les heures és un recull de contes basats en el món de la pagesia. El calaix del mig i el vell rellotge són dos contes basats en records. El volum Joana Raspall. Batec de paraules recull quasi tota la seva producció lírica. Dels haikus i tankes que conté, alguns han estat publicats a Solcs amb dibuixos de l'artista Conxi Rosique; Joana Raspalla encara en va poder veure alguns abans de morir.
Raspall participà activament en el Primer Congrés de Cultura Catalana amb la ponència El llibre de teatre infantil i promogué, amb altres amants del teatre, la creació d'una col·lecció de teatre infantil en català en l'editorial Edebé. Va ser sòcia d'honor de l'Associació d'Escriptors en Llengua Catalana.

## Activitat cívica a Sant Feliu de Llobregat[calcitació]
Ja en el temps de la Guerra civil salvà un camió ple de llibres del fons de la Biblioteca de Vilafranca del Penedès i els originals del Calaix de sastre (s. XVIII), propietat de la família benestant a la qual pertanyia el Palau Falguera, edifici emblemàtic de Sant Feliu de Llobregat. Mai deixà la tasca literària, escrivint i publicant obres en Jocs Florals, concursos literaris i festes populars.
Durant el període franquista anà aprofitant totes les ocasions d'escriure en català al setmanari local Alba, a més de participar activament en la campanya Pro Altar de la Mare de Déu de Montserrat que s'havia de construir a la llavors parròquia, avui catedral, de Sant Llorenç, fent guions radiofònics de temes montserratins. També escrigué obres de teatre representades per grups locals al Centre Parroquial de Sant Feliu de Llobregat, com ara l'obra en vers "El comte Arnau", i va fer classes particulars de català semiclandestines a qui en volia, lectures de poemes en reunions literàries, etc.

El 1974 promogué la creació del Premi Martí Dot de poesia; l'any 1976 presidí l'Associació de Veïns Can Nadal i el 1977 fou presidenta del Centre Parroquial. L'any 1990 posà en marxa la Tertúlia Literària a Sant Feliu de Llobregat, i mai deixà de participar en actes literaris, visites a escoles o xerrades. Així, a més dels homenatges institucionals, l'any 2004 l'Associació del Casal de la Dona de Sant Feliu de Llobregat, aprovà la creació del Concurs de relats breus per a dones Joana Raspall.

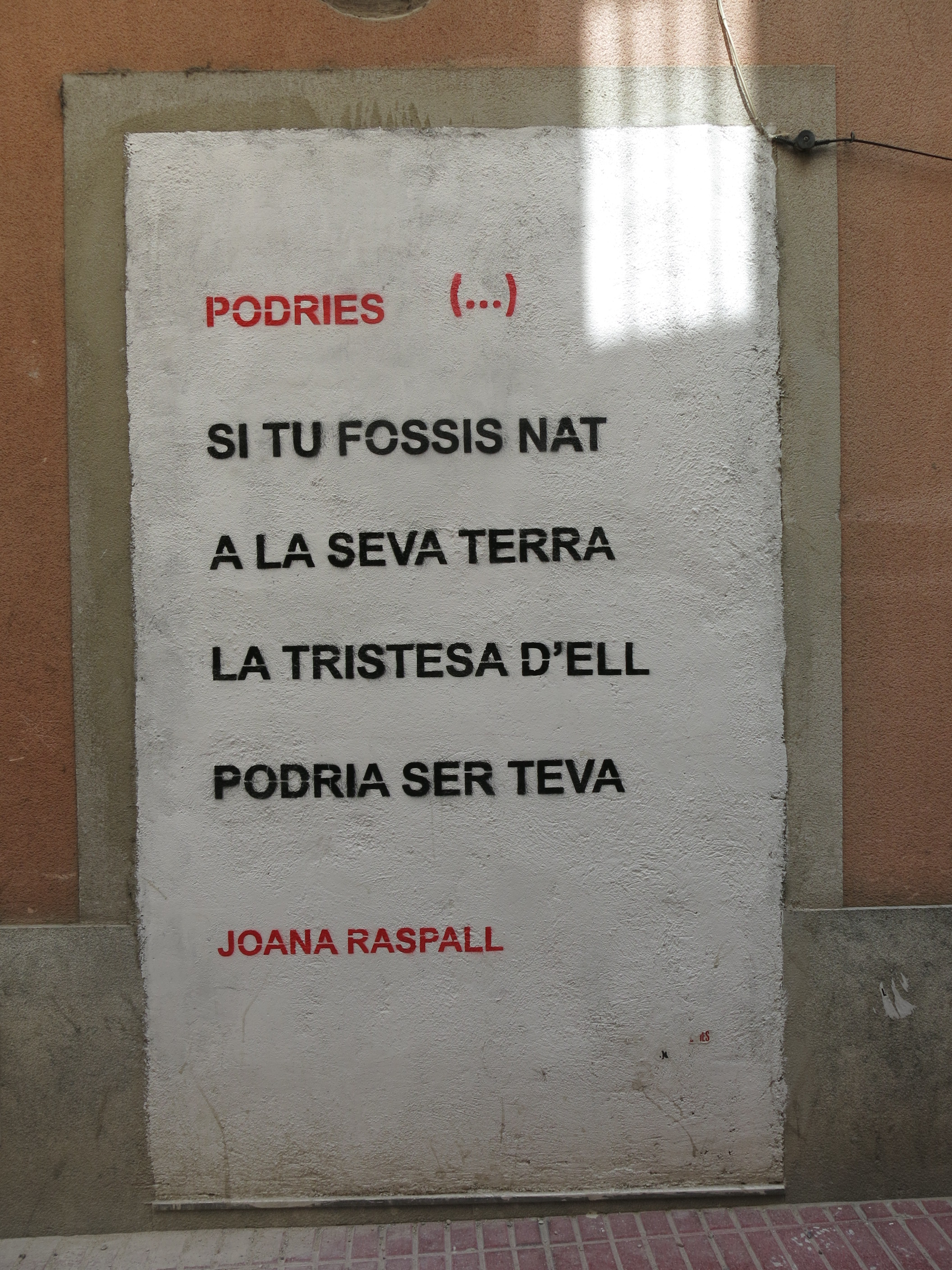
Podries, poema de Joana Raspall, reproduït al carrer Sant Antoni de Valls

## Premis i reconeixements
- El 1993 li fou concedida la Medalla d'or de la Ciutat de Sant Feliu.
- El 2006 rebé la Creu de Sant Jordi com a reconeixement a la seva continuada activitat a favor de la llengua i la cultura catalanes.
- El 2008 se li posà el seu nom a un carrer de Sant Feliu de Llobregat.
- El 2010 rebé la Medalla al treball President Macià.
- El 26 de juliol de 2012, l'ajuntament de Sant Feliu de Llobregat i la Generalitat de Catalunya declararen el 2013 Any de Joana Raspall, per commemorar-ne el centenari del naixement.[8]
- En el 2013 se celebrà el seu centenari en vida, promocionat per l'Eixam d'amics de la Joana Raspall i secundat per la Generalitat i l'Ajuntament de Sant Feliu de Llobregat.
- Rebé la Medalla centenària de la Generalitat de Catalunya.[9]
- També la població de Gelida li dedicà la placeta de Joana Raspall.[10]
- 2018 es posà el seu nom a una placeta a Sant Cugat i a una avinguda a Lleida.
- La Biblioteca de Sant Antoni de Vilamajor, porta el seu nom per votació popular.

## Obres publicades

### Lingüística
- Diccionari de sinònims, amb Jaume Riera (1972), editorial 62
- Diccionari de locucions i frases fetes, amb Joan Martí (1984), Premi Marià Aguiló. Nota: ara es troben per separat també.
- Diccionari de locucions, editorial 62.
- Diccionari de frases fetes, editorial 62
- Diccionari d'homònims i parònims, amb Joan Martí (1988)

### Poesia infantil
- Petits poemes per a nois i noies (1981), Premi Crítica Serra d'Or, menció especial poesia. Torna a ser editat el 2017 per Barcanova
- Bon dia, poesia (1996)
- Degotall de poemes (1997)
- Com el plomissol (1998)
- Pinzellades en vers (1998)
- Versos amics (1998)
- Escaleta al vent (2002)
- Font de versos (2003)
- Serpentines de versos (2000)
- A compàs dels versos (2003)
- Concert de poesia (2004)
- El meu món de poesia (2011)
- 46 poemes i dos contes (2013)
- Joana de les paraules clares (2013)
- Divuit poemes de Nadal i un de Cap d'any (2013)
- Poemes per a tot l'any (2013)
- Bestiolari de Joana Raspall (Per terra, mar i aire) 2014
- 8 contes i 18 poemes, 2014
- Olor de maduixa, 2016
- Podries - Podrías, 2017 edit. Takatuka
- Poemes de Sant Jordi 2020

### Poesia per a adults
- Ales i camins (1991)
- Llum i gira-sols (1994)
- Arpegis, haikus (2004)
- Instants, haikus i tankes (2009)
- El jardí vivent (2010)
- Batecs de paraules (El Cep i la Nansa, 2013) (recull de producció poètica completa)[11]
- Solcs (Editorial Gregal, 2018) (recull d'haikus amb il·lustracions de Conxi Rosique).[12]

### Teatre

#### Infantil
- El pou (1969). Premi Cavall Fort.
- L'invent (1978).
- Kònsum, S.A,(1984).

#### Adults
- L'ermita de Sant Miquel (1964). Premi Santamaria.

### Contes i novel·les

#### Infantils i juvenils
- El mal vent (1994)
- Contes del si és no és (1994)
- La corona i l'àliga (1997)
- Contes increïbles (1999)
- La trampa de la urbanització K (2000)

#### Adults
- Diamants i cul de got (2007)
- El cau de les heures (2008)
- El calaix del mig i el vell rellotge (2010)

### Novel·la
- Diamants i culs de got (2006)

### Poemes musicats
- CyBee - Endavant! (poema Joana Raspall). Grup: CyBee [CVD] - en xarxa a Youtube
- L'Ase i el Tractor // Reggae Per Xics. Grup: The pengins [CVD] - en xarxa a Youtube
- Non-non de Nadal. Grup: Sommeliers [CVD]
- Rosa Joana i les 7 marnífiques. [Cantata llibre amb CD]
- L'hora perduda. [Cantata llibre amb CD]
- Cançoner 10. [Llibre] DINSIC Publicacions Musicals
- Xilofonada poètica. [Llibre]
- Papallones: petits poemes musicals de Joana Raspall de Carles Cuberes, 2018. CD - (en xarxa a Enderrock)

### Publicacions de la ciutat de Sant Feliu

#### Poesia
- La cançó de Nadal, Setmanari Alba (01/12/1950)
- Venite adoremus, Setmanari Alba (01/12/1951)
- La creu de cendra, Setmanari Alba (01/03/1955)
- Resurrecció, Setmanari Alba (01/04/1956)
- Ciutat de Sant Feliu, Setmanari Alba (01/07/1956)
- La rosa, Setmanari Alba (01/05/1957)
- A Jesús home, Setmanari Alba (01/12/1959)
- La paraula feta d'amor, Revista Local Parroquial (01/12/1963)
- Nadala, Revista Vaivé (01/12/1986)